# Дунарит (завод)
«Дунарит» (болг. Дунарит) — предприятие военно-промышленного комплекса Болгарии в городе Русе.

## История
Предприятие было основано в мае 1903 года как пороховой завод.
В 1947 году завод получил новое наименование: Държавна фабрика «Дунарит».
В 1960е годы здесь был освоен выпуск советской противотанковой мины ТМ-62М, а также мины Ба-III, в дальнейшем — пластичных взрывчатых веществ «Дунарит-1» и «Дунарит-2».
В конце 1970х годов на заводе было освоено производство противопехотных мин ПМ-79, но в 1991 году их выпуск был прекращен.
В 1980е годы здесь был начат выпуск противотанковых мин ТМ-80П, но после 1989 года финансирование вооружённых сил сократилось и их производство было прекращено.
3 декабря 1997 года Болгария подписала конвенцию о запрете противопехотных мин, которая была ратифицирована в 1998 году, после чего оборудование для производства противопехотных мин было уничтожено.
С 2005 года является акционерным обществом.
В 2015 году «Дунарит» (оборот которого составил 94,2 млн. левов) входил в число семи крупнейших компаний и предприятий области Русе.
В марте 2016 года правительство Болгарии включило завод в перечень 11 стратегических предприятий военно-промышленного комплекса страны.
12 июня 2017 года в механическом цехе завода начался пожар, который был потушен вечером того же дня, пострадавших не имелось.
В августе 2017 года численность работников предприятия составляла 1300 человек.
27 сентября 2019 года на заводе "Дунарит" начался пожар, в результате из окрестностей были эвакуированы 700 человек.

## Современное состояние
Фабрика выпускает продукцию военного назначения (детонирующие шнуры, противотанковые и противопехотные мины, артиллерийские и авиационные боеприпасы, ручные гранаты, дымовые гранаты), а также продукцию гражданского назначения (промышленные взрывчатые вещества, противоградовые ракеты, механизмы для ремонта и обслуживания железнодорожного транспорта, пластмассовые изделия, металлоизделия).
Предприятие сертифицировано на соответствие требованиям системы менеджмента качества ISO 9000:2001 и стандартам НАТО AQAP 2110.